# Transport'Air
"Le ciel est à vous" (2004), "où je veux, quand je veux !" (2010)
Transport'Air (code OACI : TSI) était une compagnie aérienne française basée sur l'Aéroport d'Avignon, en Vaucluse et assurant des vols à la demande et du transport médical (Evasan).

## Histoire
La compagnie Transport'Air a été créée le 07 juillet 1997 par quatre associés, Hélène Gautier, Jean-François Ridet, Anne Marion et Annie Tartenet.
La compagnie Transport'Air a obtenu le certificat de transporteur aérien N°SE-F059 dès 1998. 
Transport'Air propose la mise à disposition d’un appareil de type Beechcraft King Air 90 de 6 places V.I.P (et 2 pilotes) avec un contrat d’utilisation à l’année.  
Transport'Air est une des rares compagnies aériennes à être agréé par la DAAS pour transporter des personnes accompagnées par un équipe médicale.  

Logo de Atlantic Aviation Service.

En 2000, Transport'Air associé à France Aviation Support (FAS) et Atlantic Aviation Services Europe (anciennement "Trans European Airlines" détenue par le même gérant que FAS) voulaient créer une activité de gros porteurs de type JAR 25 (Boeing - Airbus) en sous-traitance ou en co-traitance au profit des grandes compagnies aériennes. Malgré un projet bien avancé, suite à un désaccord sur les statuts, cette filiale ne se faisait finalement pas.   
Le 14 décembre 2000, Jean-François Bidet, Danièle Tartevet épouse Coupe, Aimé Marion et Jean-Louis Tartevet entraient de façon minoritaire au capital de la société France Aviation Support.    
Cette même fin de l'année 2000, France Aviation Support a acquis un aéronef Beechcraft 90 de type BE-65-90 immatriculé F-GBPB, avion de transport de 8 passagers.    
Le 23 décembre 2000, France Aviation Support (loueur) et Transport'air (locataire) ont signé un contrat de location portant sur cet appareilà compter du 1er avril 2001.   
Suite à un contentieux, l'avion en location a été restitué à France Aviation Support par Transport'Air le 25 juillet 2002 sur l'aéroport d'Aix-les-Milles. Le contrat était résilié à compter du 18 août 2002.   
En 2006, CIPM International (Consortium d'investissement et de placement mobiliers) présidée par Philippe Kessler entrait au capital de la compagnie Transport'Air présidée également par Philippe Kessler.   
En Mars 2007, Jean-François Bidet, Danièle Tartevet épouse Coupe, Aimé Marion et Jean-Louis Tartevet sortaient du capital de France Aviation Support qui cessait son activité en 2009.   
En 2007, Transport'Air s'équipe de quatre Piaggo P180 Avanti 2.  
Suite à des problèmes financiers, le certificat de transporteur aérien (CTA) était suspendu le 30 juin 2010 par la DGAC (Direction Générale de l'Aviation Civile).  
CIPM International décidait d'une dissolution de la compagnie le 06 septembre 2017.

## Le réseau
Europe, Nord de l'Afrique et les fédérations de l’ancienne Russie. 

## Flotte

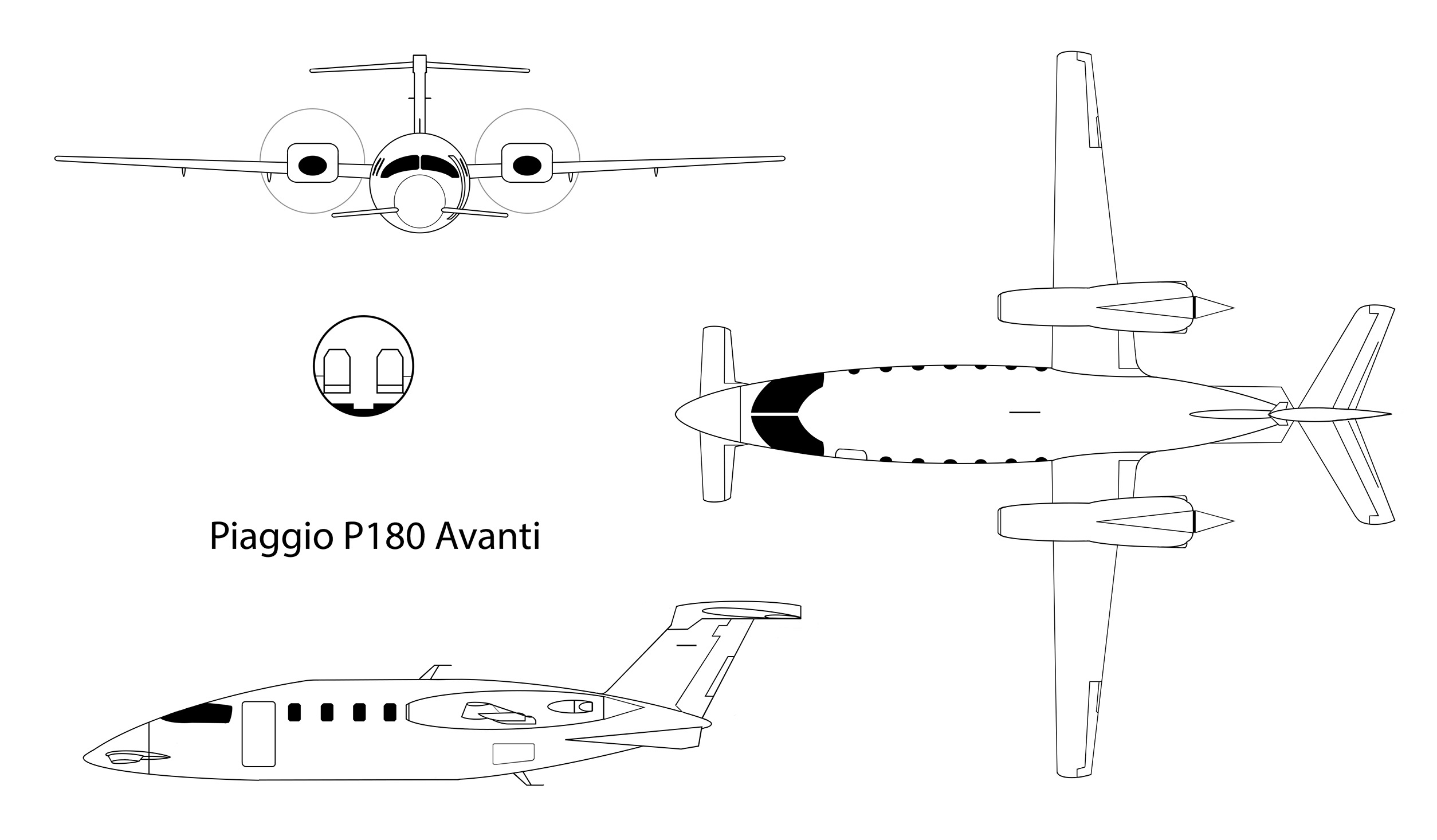
Piaggo P180 Avanti.

- Beechcraft King Air C90B immatriculé F-GKSP[5],[6],[7], F-GBPB (location auprès de France Aviation Support dès le 23 décembre 2000)
- Cessna 414
- Piper PA-31T
- Piaggio P180 Avanti II dont les F-GPKN[8], F-GPKO[9] et F-GPKP[10].